# Staszyn
Staszyn – część miejscowości Kępie nad rzeką Uniejówką, położona w województwie małopolskim, w powiecie miechowskim, w gminie Kozłów. W latach 1975–1998 miejscowość należała administracyjnie do województwa kieleckiego.
Według Prof. dr hab. Danuty Kopertowskiej z Instytutu Filologii Polskiej Uniwersytetu Humanistyczno-Przyrodniczego Jana Kochanowskiego w Kielcach Staszyn to nazwa części wsi Kępie (Koz); od staropolskiej nazwy osadniczej: Stach, Stacho. Dawna siedziba rodziny Stachaczyków (Stacharczyk, Stachaczek). W okresie rozbiorów Polski nazwisko było zapisywane w różnych formach.